# Leitão & Irmão
Leitão & Irmão é uma joalharia portuguesa fundada em 1822, com sede no Chiado, Portugal. Joalheiro da família real portuguesa desde a nomeação de D. Luís I em 1887. Responsável pela imagem de Nossa Senhora de Fátima, todas as joias da coroa portuguesa desde o século XIX e outras obras, é conhecida por joias de luxo, particularmente em ouro e diamante.  
Fundada por José Pinto Leitão em 1822, a casa passou a servir a Casa Imperial do Brasil em 1872, desenvolvendo seu nome e estima após o louvor de D. Pedro I do Brasil.
Servindo três localizações em Portugal continental, a casa é atualmente propriedade e gerida pela sexta geração da família Leitão.

## História

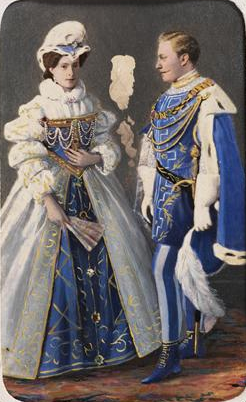
D. Luís I e Maria Pia de Saboia, que tornaram a casa joalheira oficial da coroa, em 1865.

Após a sua fundação, em 1922, o título de Joalheiro da Coroa fez com que a Casa Leitão se mudasse do Porto para Lisboa, para a corte, onde estabeleceu uma moderna oficina de ourivesaria que ainda hoje se encontra em funcionamento. Com lojas em Lisboa e Cascais, a casa destaca-se no fabrico de peças à medida e personalizadas, nomeadamente anéis de noivado, joias, talheres, louças, bem como manutenção e restauro.
Depois de abrirem a loja na cosmopolita zona do Chiado, em Lisboa, em 1887, com José e o seu irmão Narciso, desenvolvem a sua atividade na capital do reino beneficiando da proximidade da corte. Durante este período, empreenderam o projeto artístico de restaurar as tradições da ourivesaria portuguesa, marcando a renovação da ourivesaria na segunda metade do século XIX, tendo as suas primeiras peças da coroa sido a judiaria do casamento entre Carlos I de Portugal e Amélia de Orleães, última rainha de Portugal.

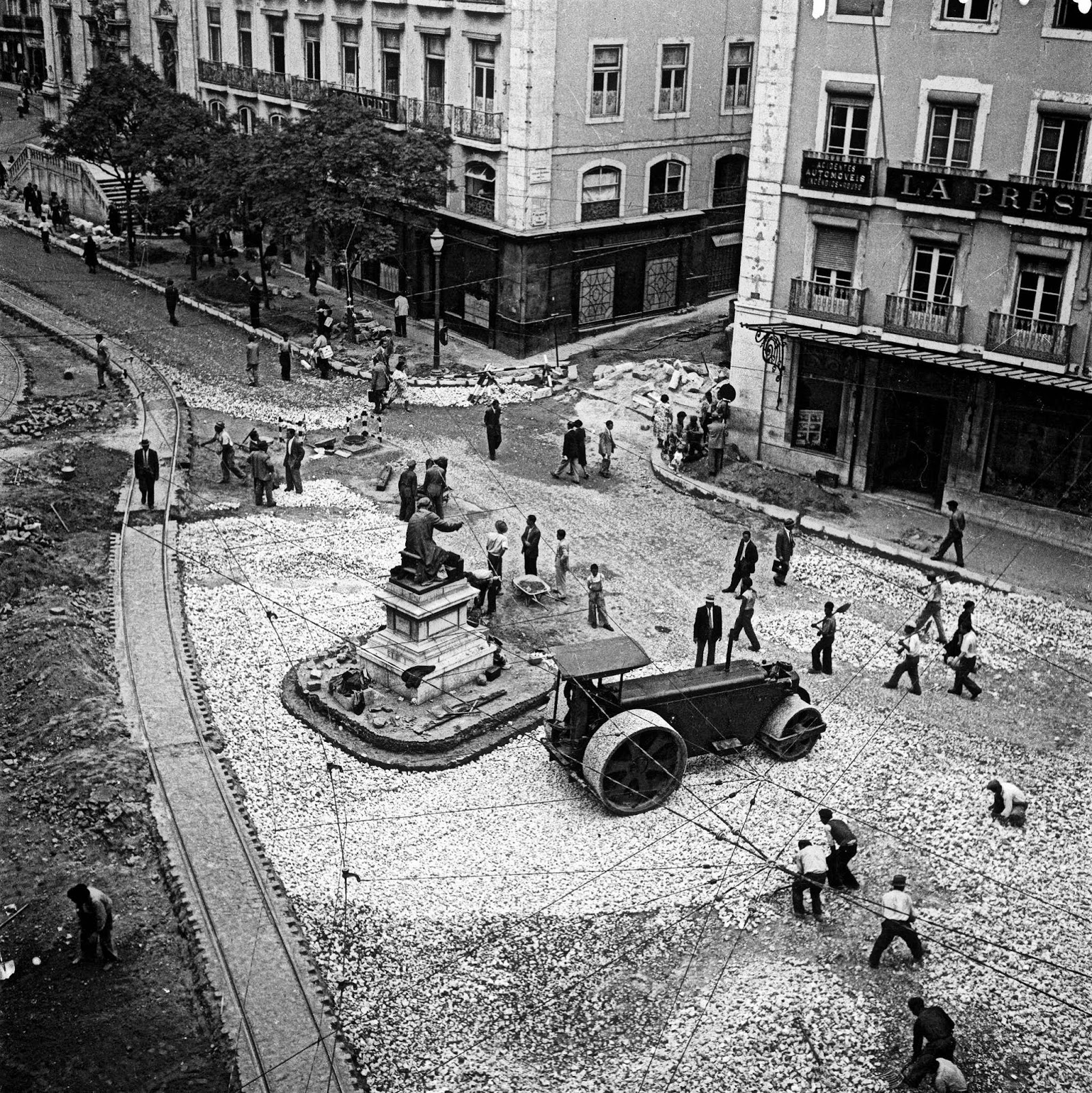
A localização original no Largo do Chiado 17, onde a loja principal se encontra, em obras durante 1953.

A casa conta atualmente com três localizações, sendo a primeira no Chiado, a par de outra e com uma loja em Cascais. Desde 1953, o desenvolvimento da coroa de Nossa Senhora de Fátima foi uma das joias portuguesas mais divulgadas desde as joias da coroa originais. A referida coroa, em ouro e pedras preciosas, foi o resultado de uma campanha nacional de presentes confiada à casa do Leitão, foi trabalhada durante três meses por doze artesãos e tem 313 pérolas e 2679 pedras preciosas cravadas em ouro.
Quase meio século depois, em 1984, a obra ganhou mais destaque quando o Papa João Paulo II ofereceu a Nossa Senhora de Fátima a bala que o atingiu no atentado de 13 de maio de 1981 no Vaticano. A bala encontrou o encaixe perfeito no espaço vazio, deixado em 1942 na união das oito hastes que compõem a coroa da rainha.